# 陈雅棠
陈雅棠（1946年9月—），男，汉族，广东新会人，中华人民共和国政治人物，全国政协委员，中国农工民主党党员。曾担任农工党中央常委、重庆市委主委、重庆市人大常委会副主任。

## 生平
2008年，当选第十一届全国政协委员，代表中国农工民主党，分入第十组。